# Santiago de Alcántara
Santiago de Alcántara es un municipio y localidad española de la provincia de Cáceres, en la comunidad autónoma de Extremadura. Dentro de la provincia, forma parte administrativamente del partido judicial de Valencia de Alcántara y de la mancomunidad de la Sierra de San Pedro. Se ubica geográficamente en el entorno del parque natural del Tajo Internacional.
En 2020 tenía una población de 507 habitantes.

## Geografía
El término municipal de Santiago de Alcántara limita con:
- Herrera de Alcántara al oeste;
- Valencia de Alcántara al suroeste y sur;
- Membrío y Carbajo al este;
- Idanha-a-Nova (Portugal) al noreste;
- Castelo Branco (Portugal) al noroeste.

## Historia

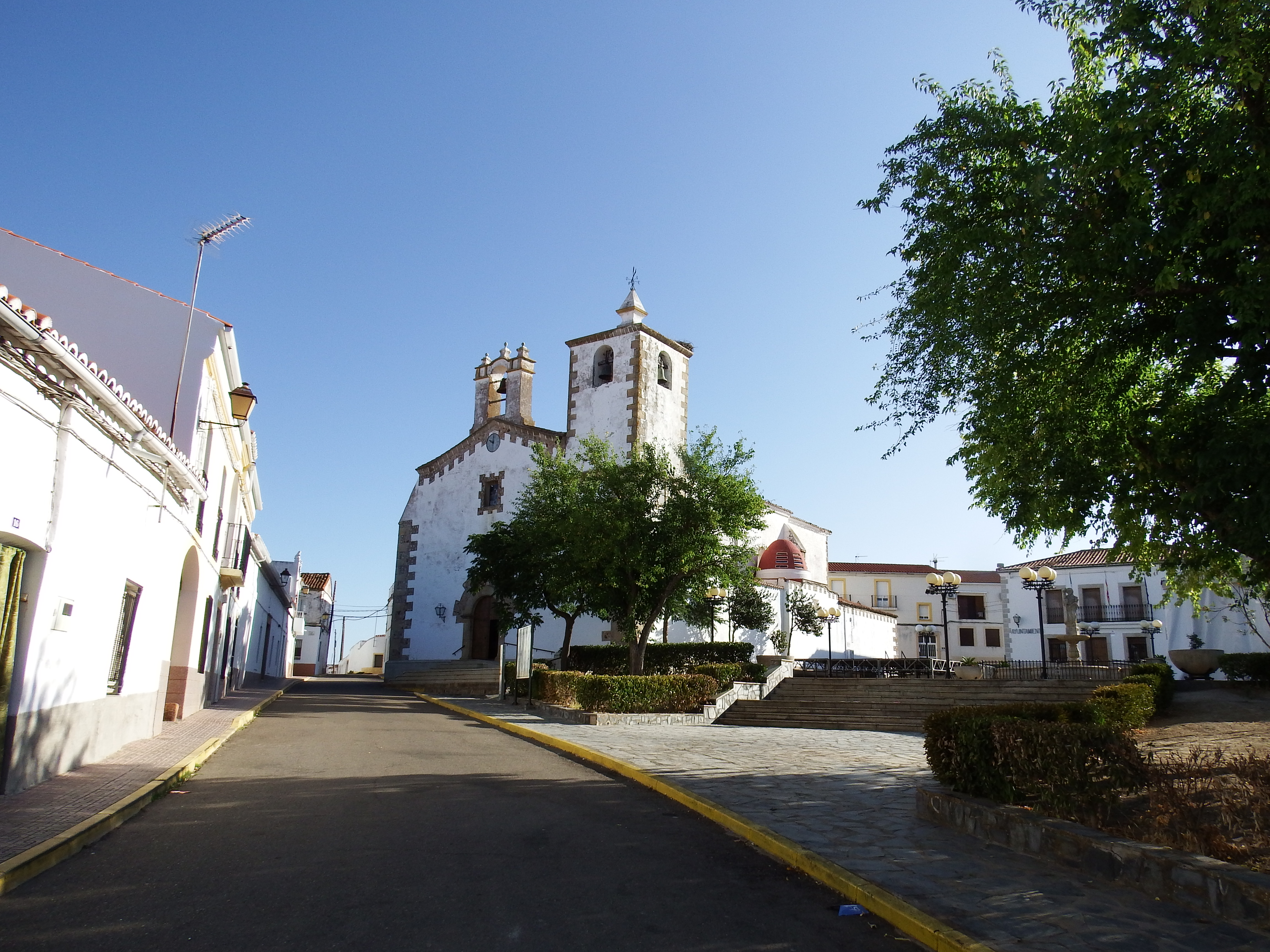
Templo parroquial de la localidad

El pueblo tiene su origen en el castillo de Cabeza de Esparragal, que se conserva en el sur del término municipal. Este castillo había pertenecido a la Orden del Temple en el siglo XII; sin embargo, tras perderlo a manos de los musulmanes, en la definitiva Reconquista de la zona fue entregado por Fernando III en la década de 1230 a la Orden de Alcántara, compensándose a los templarios con el castillo de Almorchón. El pueblo, creado en la Edad Media, fue fundado dentro de las tierras alcantarinas como una pedanía de Valencia de Alcántara denominada "Santiago de Carbajo", que incluía en su jurisdicción al citado castillo como encomienda.
A la caída del Antiguo Régimen la localidad se constituye en municipio constitucional en la región de Extremadura, conocido como «Santiago de Carbajo» hasta mediados del siglo XX. Desde 1834 quedó integrado en el partido judicial de Valencia de Alcántara. En el censo de 1842 contaba con 400 hogares y 2191 vecinos.

## Demografía
Santiago de Alcántara cuenta con una población de 465 habitantes (INE 2024).
| Gráfica de evolución demográfica de Santiago de Alcántara entre 1842 y 2021 |
| |
| Población de derecho según los censos de población del INE Población de hecho según los censos de población del INEEn estos censos se denominaba Santiago de Carbajo: 1842, 1857, 1860, 1877, 1887, 1897, 1900, 1910, 1920, 1930, 1940 y 1950. |

## Economía

### Evolución de la deuda viva
El concepto de deuda viva contempla solo las deudas con cajas y bancos relativas a créditos financieros, valores de renta fija y préstamos o créditos transferidos a terceros, excluyéndose, por tanto, la deuda comercial.
| Gráfica de evolución de la deuda viva del ayuntamiento entre 2008 y 2014                             |
| |
| Deuda viva del ayuntamiento en miles de Euros según datos del Ministerio de Hacienda y Ad. Públicas. |

La deuda viva municipal por habitante en 2014 ascendía a 933,33 €.

## Patrimonio
- Péndere
- Castillo de Cabeza de Esparragal